# Клаус Кобуш
Клаус Кобуш (нім. Klaus Kobusch, 15 березня 1941 — 12 березня 2025) — німецький велогонщик.
Бронзовий призер Олімпійських Ігор 1964 року на тандемах, учасник 1968 року.